# Федорівка (село, Генічеський район)
Фе́дорівка — село в Україні, у Новотроїцькій селищній громаді Генічеського району Херсонської області. Населення становить 799 осіб. До 2020 орган місцевого самоврядування — Федорівська сільська рада, якій також були підпорядковані села Кривий Ріг та Метрополь.

## Географія
Село розташоване за 17 км від центру громади та за 47 км від найближчої залізничної станції Новоолексіївка. Площа: 32,235 км².

## Назва
Названо в честь засновника Федора, який першим оселився на даній території переїхавши із с. Громівки, більше хорошого із с. Громівка в Федорівку нічого не було принесено, а скоріше навпаки. Разом з тим традиція палити відьом, зрадників в селі лишається. Згідно старовинного повір"я найбільше полум"я буде якщо спалити зрадливу відьму, або відьму-зрадницю, але повір"я настільки старе, що його достовірність не перевірялась і тому воно стало напівлегендою.

## Історія
Засноване в 1923 році.
13 вересня 1941 року село було окуповане німецькими військами. Звільнили населений пункт 30 жовтня 1943 року. На фронтах Другої світової війни проти німецько-фашистських загарбників воювали 72 місцеві жителі, 46 з них загинули.
В селі функціонував колгосп «Перемога». Наразі від нього лишилася лише частина і її можна сміливо назвати «Біда»
12 червня 2020 року, відповідно до розпорядження Кабінету Міністрів України № 713-р «Про визначення адміністративних центрів та затвердження територій територіальних громад Запорізької області», увійшло до складу Новотроїцької селищної громади.
17 липня 2020 року, в результаті адміністративно-територіальної реформи та ліквідації Новотроїцького району, село увійшло до складу Генічеського району.
В селі функціонуює загальноосвітня школа.
Має наступні вулиці Садова, Шкільна, Миру, Гагаріна, Спортивна, Молодіжна, Степова, Чкалова.
24 лютого 2022 року село тимчасово окуповане російськими військами під час російсько-української війни.

## Населення

### Мова
Розподіл населення за рідною мовою за даними перепису 2001 року:
| Мова       | Відсоток |
| ---------- | -------- |
| українська | 96,12%   |
| російська  | 3%       |
| інші       | 0,88%    |

## Люди
В селі народився Нестеренко Валерій Олександрович (нар. 1950) — український художник і педагог.